# ارادة المعرفة
ارادة المعرفة (La volonté de savoir, 1976) هو مقال للمؤرخ والفيلسوف الفرنسي ميشال فوكو. ويهدف المؤلف إلى دراسة كيفية تشكل مجال المعرفة المسمى "الجنسانية"، كممارسات ومؤسسات ساعدت على توليدها، وما تبع ذلك من عواقب قسرية. وهو مقدمة لدراسة أوسع لفوكو، تاريخ الجنسانية.

## وصلات خارجية
1. ↑  "معلومات عن ارادة المعرفة على موقع archive.org". archive.org. مؤرشف من الأصل في 2020-05-11.
2. ↑  "معلومات عن ارادة المعرفة على موقع openlibrary.org". openlibrary.org. مؤرشف من الأصل في 2021-03-22.
3. ↑  "معلومات عن ارادة المعرفة على موقع catalogue.bnf.fr". catalogue.bnf.fr. مؤرشف من الأصل في 2016-08-11.